# Alalkomenia
Alalkomenia (altgriechisch Ἀλαλκομενία Alalkomenía) ist in der griechischen Mythologie eine Tochter des Ogygos.
Sie und ihre Schwestern Thelxinoia und Aulis wurden gemeinsam als „Praxidikai“ auf dem boiotischen Berg Tilphossion nahe der Stadt Haliartos in einem Heiligtum verehrt. Dort wurden nach Pausanias Schwüre auf sie abgelegt, dies jedoch nicht leichtsinnig. Sie soll die eponyme Heroin des boiotischen Ortes Alalkomenai gewesen sein. Als anderer möglicher Namensgeber wird Alalkomeneus genannt, der mythische Erzieher der Athene.
Da ihre Schwestern als Namen die Beinamen großer Göttinnen tragen, Thelxinoia den Beinamen der Göttin Hera Thelxinia und Aulis den Beinamen der Göttin Artemis Aulis, nimmt Karl Tümpel an, dass es sich bei Alalkomenai um eine Ableitung der in Alalkomenai verehrten Göttin Athene Alalkomeneis handelt.